# AMR 33VM
Кулеметна розвідувальна машина, модель 1933 (фр. Auto-mitrailleuse de reconnaissance), AMR 33, відома також як VM — французький легкий танк 1930-х років. Був створений фірмою «Рено» в 1933 році як розвідувального танка для кавалерійських підрозділів, в 1933 — 1934 роках було випущено 123 танка цього типу, включаючи прототипи. AMR 33 використовувалися французькими військами під Другої світової війни, в тому числі в боях літа 1940 року. Після капітуляції Франції велика частина цих танків була захоплена німецькими військами і використовувалася ними як танкетка під позначенням Pr.Sp Wg. VM 701 (f).

## Історія створення
Французький уряд 4 липня 1930 року почав розробляти план зі створення сил, здатних у разі потреби підтримати її союзників із «санітарного кордону» проти СРСР. Ці сили повинні були складатися із п'яти дивізій моторизованої піхоти, п'яти існуючих кавалерійських дивізій і однієї кавалерійської бригади, кожна з яких повинна була бути механізована. Виходячи з того факту, що великий запас легких танків FT 17 (FT 18) і важких танків 2C, який залишився після Першої світової війни, поступово морально застарівав, було вирішено використати його для передачі союзникам.
1934 року 4-та кавалерійська дивізія була перетворена на бронетанковий підрозділ. Цей план також передбачав створення спеціалізованих машин, серед яких була фр. Auto-mitrailleuse de Cavalerie type Reconnaissance (AMR), тобто кулеметна машина розвідки кавалерійського типу. Специфікації були сформульовані 16 січня 1932 року і мали на увазі створення машин вагою до трьох тонн, озброєних легким кулеметом і з запасом ходу 200 км. Термін «кулеметна машина» (фр. Automitrailleuse) вживався для позначення будь-якої легкої броньованої бойової машини, озброєної кулеметом, а також використовувався для позначення кавалерійського танка, оскільки за існуючим розпорядком «танки» (фр. Char) повинні були входити в піхотні частини. Незважаючи на назву, AMR не спеціалізована розвідувальна машина, а легкий танк без радіостанції. Після випробувань прототипів було вирішено змінити нереалістичні масогабаритні специфікації, в результаті чого вага танка піднявся до 5,5 тонн.

## Бойове застосування
Незважаючи на високу швидкість, ці машини з їх противокульвоим бронюванням і легким озброєнням не мали можливості протистояти німецьким танкам типу Panzer III/Panzer IV на початку Другої світової війни і були швидко втрачені.
Деякі машини як трофеї використовувалися німцями під найменуванням Pr.SpWg.VM 701 (f) для охорони аеродромів і протипартизанської боротьби.

## Модифікації
AMR 35 — поліпшена версія більш раннього AMR 33 і також призначався на роль розвідувального танка кавалерійських з'єднань. Розроблений фірмою «Рено», серійно вироблявся з 1935 року до капітуляції Франції в 1940 році. 

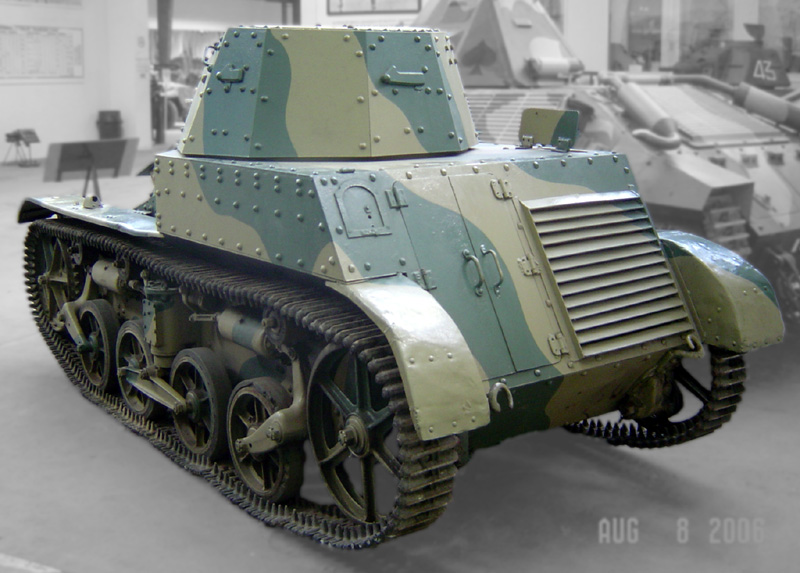
AMR 33
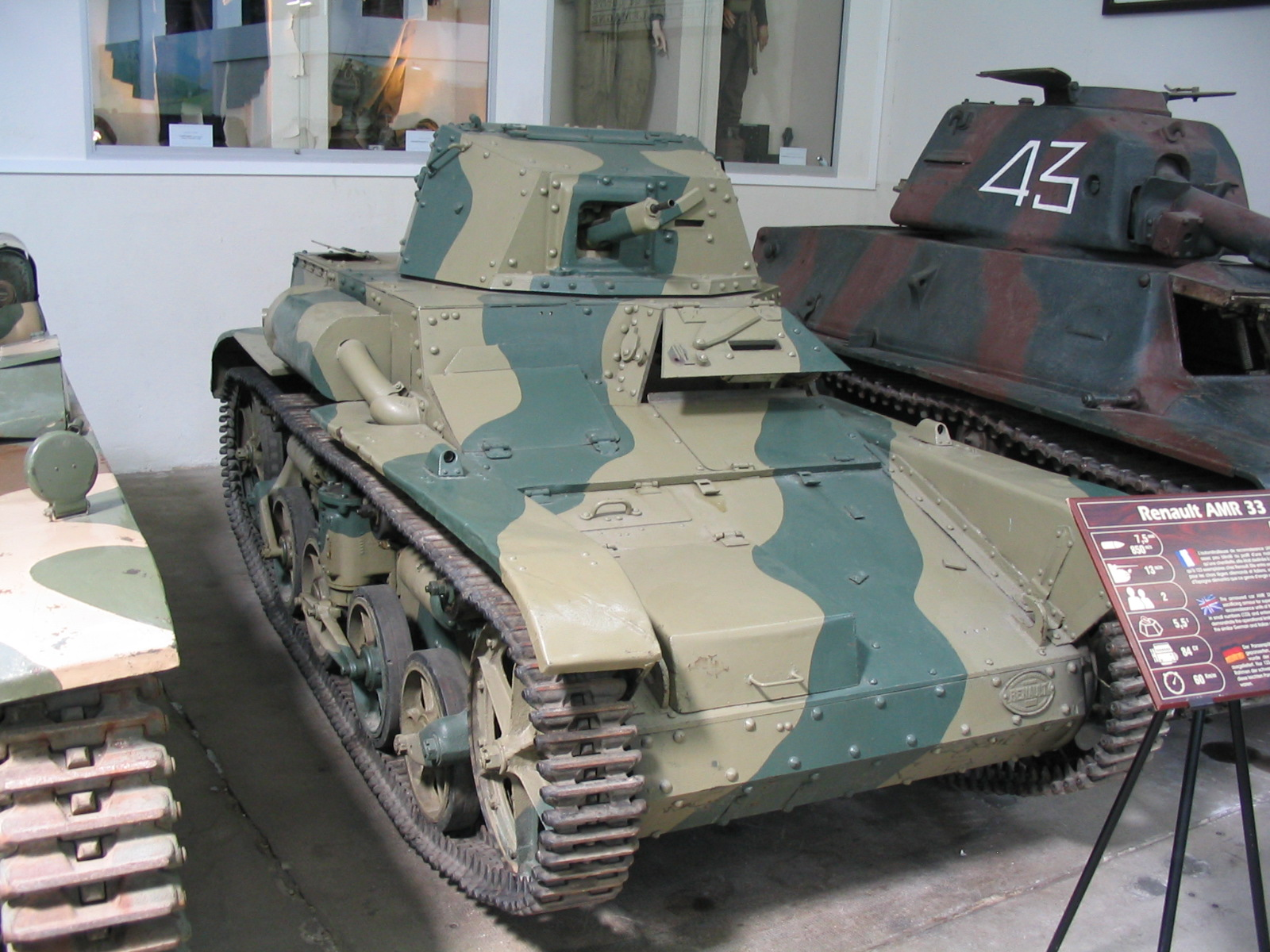
AMR 33 в Сомюрский бронетанковому музеї

## Опис конструкції
Корпус і башта танка збиралися на кутовому каркасі з сталевих броньових листів за допомогою клепаних сполук. Бронелисти мали невеликі кути нахилу. Башта танка була зміщена щодо поздовжньої осі до лівого борту, а двигун Reinstella — до правого. Кулемет монтувався у вежі у спеціальній кульовій установці. Компонування танка була класичною — попереду відділення управління та бойове відділення, в задній частині машини праворуч перебував двигун. Екіпаж танка становив дві людини. Один з них виконував функцію водія і розміщувався в корпусі машини попереду ліворуч, майже перед самою вежею. Інший член екіпажу виконував функцію командира і перебував у вежі, ведучи в разі необхідності вогонь з штатного озброєння — кулемета Reibel калібру 7,5 мм з боєзапасом 2500 патронів. 

### Організаційна структура
AMR 33VM перебували на озброєнні розвідувальних підрозділів механізованих піхотних Division d'Infanterie Mecanique (DIM) і кавалерійських дивізій Division Légère Mecanique (DLM) і відповідних бригад. На момент вступу Франції в війну у французьких збройних силах знаходилося 120 машин типу AMR 33VM, з них 110 перебували в метрополії, а 10 в заморських володіннях Франції. 
За передвоєнним штатам в кожній з п'яти існуючих легких кавалерійських дивізій Division Légère de Cavalerie (DLC) в моторизованому драгунському полку Regiment Dragons Portes (RDP) даної дивізії повинно було знаходитися по 23 танка AMR 33VM в складі двох півескадрону.

### Трофейні машини
У німецькій армії танки AMR 33 (Renault VM) використовувалися під позначенням Panzerspähwagen VM 701 (f). 

## Збережені екземпляри
Франція — кілька машин збереглося у французьких музеях, зокрема, в танковому музеї в Сомюре. 

## Оцінка машини
Головним недоліком AMR 33VM як бронетехніки були тонка броня (5—13 мм) і слабке озброєння (1 кулемет). Незважаючи на ці недоліки, танки мали високу швидкість і хорошу прохідність, за що користувалися заслуженою повагою у французьких бронетанкових частинах і підрозділах. 